# Waltz
Waltz är en äppelsort vars ursprung är England, och äpplet är resultatet av en korsning mellan Mc Intoch Wijcik och Golden Delicious. Äpplet som är medelstort har ett skal som är grön och rödaktigt. Köttet på äpplet är fast, och har en söt smak. Waltz mognar i september och håller sig därefter i bra skick, vid bra förvaring, till december. I Sverige odlas Waltz gynnsammast i zon 1-3.